# 10 historii o miłości
10 historii o miłości – pierwszy album zespołu Volver, który ukazał się w październiku 2009, a promowały go single „Chcę” i „Jak wulkan”.
Na płycie znajduje się 12 utworów do których powstały teksty m.in. Pauliny Lendy, Marysi Sadowskiej, Anji Orthodox, Dody i Adama Konkola.
W maju 2010 roku została wydana reedycja płyty, zawierająca identyczną listę utworów, poszerzona o piosenkę „Volveremos”, zaś w listopadzie tego samego roku ukazała się świąteczna edycja albumu, zawierająca, obok płyty oryginalnej, dodatkowe CD, z singlem „Z Tobą mam sen”, kolędą „Święta cały rok” oraz wersjami karaoke największych przebojów zespołu.
We wrześniu 2010 roku album został nagrodzony Superjedynką w kategorii „Debiut”. W styczniu 2011 roku album otrzymał nominację do VIVA Comet Awards w kategorii płyta roku.
Nagrania uzyskały status złotej płyty.

## Lista utworów

### Wersja podstawowa
1. „Chcę” (sł. Paulina Lenda, muz. Tomasz Lubert)
2. „Jestem twój, tylko twój” (sł. Adam Konkol, muz. Tomasz Lubert)
3. „Niemęskie łzy” (sł. Anja Orthodox, muz. Tomasz Lubert)
4. „Jak wulkan” (sł. Coco, K.Rajczyk, muz. Tomasz Lubert)
5. „Just Dance” (cover: Lady Gaga) (sł. Lady Gaga, muz. Akon)
6. „Na dobre i na złe” (sł. Anja Orthodox, muz. Tomasz Lubert)
7. „Buty do pary” (sł. Katarzyna Klich, muz. Tomasz Lubert)
8. „To Ty” (sł. Maria Sadowska, muz. Tomasz Lubert)
9. „Friday Night” (sł. Paulina Lenda, muz. Tomasz Lubert)
10. „Każda noc, każdy dzień” (sł. Coco, Mariusz Totoszko, muz. Tomasz Lubert)
11. „Nie zawiedź mnie” (cover: Virgin) (sł. Dorota Rabczewska, muz. Tomasz Lubert)
12. „Justine” (sł. Coco, K.Rajczyk, muz. Tomasz Lubert) (utwór dodatkowy)

### Edycja świąteczna
1. „Z Tobą mam sen”
2. „Święta cały rok”
3. „Volveremos (Firestone Remix)”
4. „Chcę (Karaoke)”
5. „Jak wulkan (Karaoke)”
6. „Volveremos (Karaoke)”
7. „Na dobre i na złe (Karaoke)”
8. „Święta cały rok (Karaoke)”